# 아르슬란 전기
아르슬란 전기(일본어: アルスラーン戦記)는 다나카 요시키가 쓴 일본의 판타지 문학 시리즈이다. 1986년부터 2017년까지 총 16편의 소설, 그리고 공식 가이드북 아르슬란 전기 독본(読本)의 사이드 스토리 1편이 출간되었다. 고대 페르시아를 배경으로 하며 아미르 아르살란의 페르시아 문학에 기반을 두고 있다.
영화 듀올로지, 그리고 1991년부터 1995년까지 방영된 4개 에피소드의 OVA로 각색되었다.

## 같이 보기
- 페르시아 문학

## 참고 자료
- Beveridge, Chris (2002년 3월 20일). “Heroic Legend of Arslan”. 《Anime On DVD》. 2005년 3월 5일에 원본 문서에서 보존된 문서.
- Sevakis, Justin (2007년 12월 13일). “Heroic Legend of Arslan (Part 1) - Buried Treasure”. 《Anime News Network》.